# Nedo Fagni
Nedo Fagni (Larciano, 6 aprile 1931 – Monsummano Terme, 11 agosto 2020) è stato un ciclista su strada italiano.
Da dilettante vinse a Roma il titolo nazionale 1958; fu poi professionista dal 1959 al 1961.

## Carriera
Attivo tra i dilettanti dal 1951, nel 1957 gareggiò per il G.S. Santa Croce sull'Arno, vincendo tra le altre la Coppa Caivano; in stagione fu anche azzurro ai campionati del mondo di Waregem. Il 27 luglio 1958, da tesserato per il G.S. Monsummanese, vinse il titolo nazionale dilettanti a Roma: nell'occasione si impose in volata su Viale Tiziano dopo 180 km di corsa.
Passò al professionismo nel 1959 con il G.S. Ghigi di Morciano di Romagna, partecipando in stagione ad alcune classiche, tra cui la Milano-Torino e il Giro di Lombardia, e piazzandosi quarto al Giro delle Alpi Apuane. Nel 1960 non ottenne invece risultati di rilievo, eccetto alcuni piazzamenti top 10 in frazioni del Giro di Sicilia.

## Palmarès
- 1951 (Dilettanti)

F.G.Cerreto Guidi - Cerreto Guidi (Firenze)
- 1952 (Dilettanti)

Coppa Giulio Bonogli - Gallicano (Lucca)
Iª Coppa Castelfranco di Sotto - Castelfranco di Sotto (Pisa)
- 1953 (Dilettanti)

VIIª Coppa Città di San Miniato – San Miniato (Pisa)
Coppa Casa del Popolo di San Donato in Fronzano - Reggello (Firenze)
IIIª Coppa F.lli Brunetto ed Ivo Buccioni - Rimaggio, Bagno a Ripoli (Firenze)
Coppa Bruno Nazzi – S.Croce sull’Arno (Pisa)
- 1954 (Dilettanti)

G.P. Comune di Cerreto Guidi - Cerreto Guidi (Firenze)
Circuito Gavinana – Firenze
Coppa Bruno Nazzi – S.Croce sull’Arno (Pisa)
Coppa Mario Gestri - Mastromarco, Lamporecchio (Pistoia)
Coppa Comune di Lamporecchio - Lamporecchio (Pistoia)
G.P. della Cooperazione - Lamporecchio (Pistoia)
G.P. Mocaso - Guardistallo (Pisa)
Coppa La Carimali - Calcinaia, Lastra a Signa (Firenze)
G.P. Algida - Lastra a Signa (Firenze)
G.P. Del Mobilio - Capannoli (Pisa)
G.P. Agipgas - Cerreto Guidi (Firenze)
G.P. di Larciano (Iª Coppa Necchi) - Larciano (Pistoia)
- 1955 (Dilettanti)

33ª Coppa San Giorgio - Alessandria
IVª Bruno Nazzi - S.Croce sull’Arno (Pisa)
VIª G.P. D’Apertura - Asti
Coppa Scotti – Casal Cermelli (Alessandria)
- 1956 (Dilettanti)

Trofeo Strazzi - Albenga (Savona)
G.P. Spumante - Canelli (Asti)
Coppa Comune di Lamporecchio - Lamporecchio (Pistoia)
Coppa Mensano - Casole d'Elsa (Siena)
Coppa Unità - Cenaia, Crespina Lorenzana (Pisa)
- 1957 (Dilettanti)

Coppa Caivano - Napoli
XIª Coppa Mario Cipriani – San Giusto, Prato
G.P. Beta - Firenze
VIª Coppa Bruno Nazzi - S.Croce sull'Arno (Pisa)
San Pellegrino Sport - Badia a Settimo, Scandicci (Firenze)
IIª G.P. Esercenti - Ginestra Fiorentina, Lastra a Signa (Firenze)
- 1958 (Dilettanti)

Campionato Italiano Dilettanti - Roma
Coppa Chianti - Calenzano (Firenze)
Coppa Missiroli - Ravenna
G.P. Capanne - Capanne, Montopoli in Val d'Arno (Pisa)
G.P. della Liberazione – Bientina (Pisa)

## Piazzamenti

### Classiche monumento
- Giro di Lombardia

1959: 105º